# Migueli
Migueli, vero nome Miguel Bernardo Bianquetti (Ceuta, 19 dicembre 1951), è un ex calciatore spagnolo, di ruolo difensore centrale.

## Carriera
Con il Barcellona disputò quindici stagioni consecutive dal 1973 al 1988, quasi sempre da titolare. Con la squadra catalana vinse undici trofei.
Collezionò 32 presenze con la maglia della nazionale spagnola, dal 1974 al 1980. Prese parte al campionato del mondo 1978 e al campionato d'Europa 1980.

## Palmarès

### Club

#### Competizioni nazionali
- Campionato spagnolo: 2

Barcellona: 1973-1974, 1984-1985,
- Coppa di Spagna: 4

Barcellona: 1977-1978, 1980-1981, 1982-1983, 1987-1988
- Coppa della Liga: 2

Barcellona: 1982-1983, 1985-1986
- Supercoppa di Spagna: 1

Barcellona: 1983

#### Competizioni internazionali
- Coppa delle Coppe: 2

Barcellona: 1978-1979, 1981-1982,

### Individuale
- Premio Don Balón: 1

1977-1978